# 은질리 국제공항

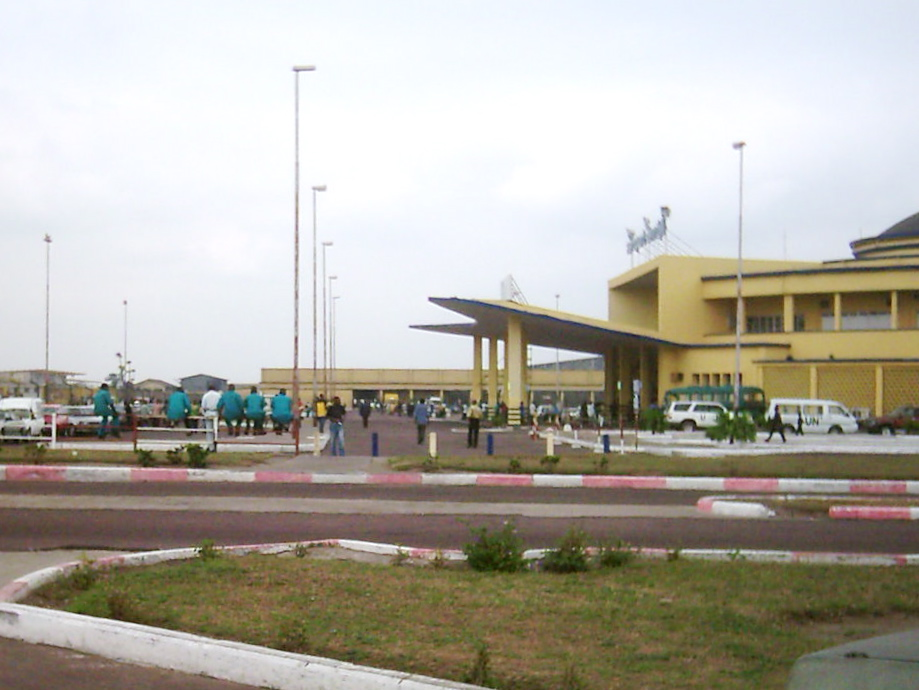

은질리 국제공항(프랑스어: Aéroport international de Ndjili)은 콩고 민주 공화국 킨샤사에 있는 국제공항이다. 공항의 이름은 근처의 하천 은질리 강의 이름을 땄다.
1998년 은질리 공항은 제2차 콩고 전쟁의 결정적인 전투 중 하나의 장소였다. 킨샤사에 진입한 반란군이 공항 경계에 침투했지만 짐바브웨 군대와 로랑데지레 카빌라 정부를 지원하기 위해 도착한 항공기가 물리쳤다.
공항은 약간 유지 보수되었지만, 식민지 시대에 벨기에가 건설한 인프라를 여전히 사용하고 있다. 2015년 6월에는 연간 100만명의 승객에게 서비스할 수 있는 새로운 국제 터미널이 오픈했다.